# 37e cérémonie des Razzie Awards

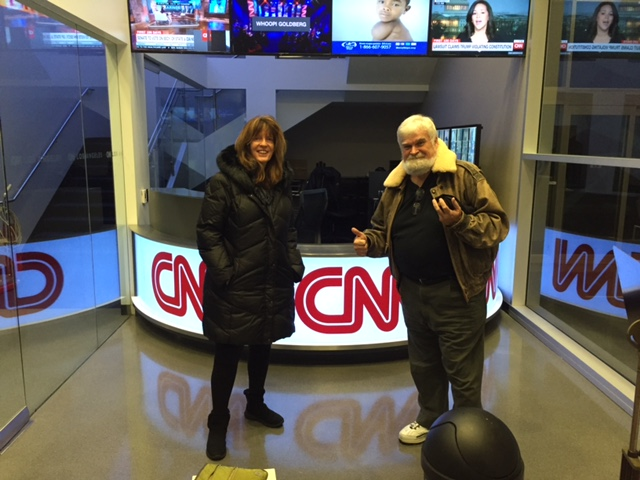
Les cofondateurs Mo Murphy et John Wilson à CNN pour annoncer les 37e nominations Razzie

La 37e cérémonie des Golden Raspberry Awards, organisée par la Golden Raspberry Award Foundation, a eu lieu le 25 février 2017 et récompense les pires films sortis en 2016.
Les nominations sont dévoilées le 23 janvier 2017.

## Palmarès

### Pire film
- Hillary's America : The Secret History of the Democratic Party
  - Batman v Superman : L'Aube de la justice (Batman v Superman: Dawn of Justice)
  - Dirty Papy (Dirty Grandpa)
  - Gods of Egypt
  - Independence Day: Resurgence
  - Zoolander 2

### Pire acteur
- Dinesh D'Souza dans son propre rôle dans Hillary's America : The Secret History of the Democratic Party
  - Ben Affleck pour son rôle de Batman / Bruce Wayne dans Batman v Superman : L'Aube de la justice
  - Gerard Butler pour son rôle de Seth dans Gods of Egypt et celui de Mike Banning dans La Chute de Londres (London Has Fallen)
  - Henry Cavill pour son rôle de Superman / Clark Kent dans Batman v Superman : L'Aube de la justice
  - Robert De Niro pour son rôle de Dick Kelly dans Dirty Papy
  - Ben Stiller pour son rôle de Derek Zoolander dans Zoolander 2

### Pire actrice
- Rebekah Turner (en) pour son rôle de Hillary Clinton dans Hillary's America : The Secret History of the Democratic Party
  - Megan Fox pour son rôle d'April O'Neil dans Ninja Turtles 2 (Teenage Mutant Ninja Turtles: Out of the Shadows)
  - Tyler Perry pour son rôle de Mabel "Madea" Simmons dans Boo! A Madea Halloween
  - Julia Roberts pour son rôle de Miranda Collins dans Joyeuse fête des mères (Mother's Day)
  - Naomi Watts pour son rôle d'Evelyn Johnson-Eaton dans Divergente 3 : Au-delà du mur (The Divergent Series: Allegiant) et celui du Dr. Mary Portman dans Oppression (Shut In)
  - Shailene Woodley pour son rôle de Beatrice « Tris » Prior dans Divergente 3 : Au-delà du mur

### Pire second rôle masculin
- Jesse Eisenberg pour son rôle de Lex Luthor dans Batman v Superman : L'Aube de la justice
  - Nicolas Cage pour son rôle de Hank Forrester dans Snowden
  - Johnny Depp pour son rôle du Chapelier fou dans Alice de l'autre côté du miroir (Alice Through the Looking Glass)
  - Will Ferrell pour son rôle de Jacobim Mugatu dans Zoolander 2
  - Jared Leto pour son rôle du Joker dans Suicide Squad
  - Owen Wilson pour son rôle de Hansel dans Zoolander 2

### Pire second rôle féminin
- Kristen Wiig pour son rôle de Kelly Campbell dans Les Cerveaux et celui d'Alexanya Atoz dans Zoolander 2
  - Julianne Hough pour son rôle de Meredith Goldstein dans Dirty Papy
  - Kate Hudson pour son rôle de Jesse dans Joyeuse fête des mères
  - Aubrey Plaza pour son rôle de Lenore dans Dirty Papy
  - Jane Seymour pour son rôle de Claire dans Cinquante nuances de black (Fifty shades of black)
  - Sela Ward pour son rôle d'Elizabeth Lanford dans Independence Day: Resurgence

### Pire combinaison à l’écran
- Ben Affleck et son meilleur ennemi Henry Cavill dans Batman v Superman : L'Aube de la justice
  - N'importe quel Égyptien, Dieu ou mortel dans Gods of Egypt
  - Johnny Depp et son horrible costume dans Alice de l'autre côté du miroir
  - Le casting composé de comédiens autrefois respectés dans Beauté cachée (Collateral Beauty)
  - Tyler Perry et son éternelle perruque dans Boo! A Madea Halloween
  - Ben Stiller et son pote pas très drôle Owen Wilson dans Zoolander 2

### Pire préquelle, remake, plagiat ou suite
- Batman v Superman : L'Aube de la justice
  - Alice de l'autre côté du miroir
  - Cinquante nuances de black
  - Independence Day: Resurgence
  - Ninja Turtles 2
  - Zoolander 2

### Pire réalisateur
- Dinesh D'Souza - Hillary's America : The Secret History of the Democratic Party
  - Roland Emmerich - Independence Day: Resurgence
  - Alex Proyas - Gods of Egypt
  - Zack Snyder - Batman v Superman : L'Aube de la Justice
  - Ben Stiller - Zoolander 2
  - Tyler Perry - Boo! A Madea Halloween

### Pire scénario
- Batman v Superman : L'Aube de la justice – Chris Terrio et David S. Goyer
  - Dirty Papy - John M. Phillips
  - Gods of Egypt - Matt Sazama et Burk Sharpless
  - Hillary's America : The Secret History of the Democratic Party - Dinesh D'Souza et Bruce Schooley
  - Independence Day: Resurgence - Carter Blanchard, Dean Devlin, Roland Emmerich, James Vanderbilt, James A. Woods et Nicolas Wright
  - Suicide Squad - David Ayer

## Distinctions multiples

### Récompenses multiples
- 4 : Batman v Superman : L'Aube de la justice
- 4 : Hillary's America: The Secret History of the Democratic Party

### Nominations multiples
- 8 : Batman v Superman : L'Aube de la justice et Zoolander 2
- 5 : Dirty Papy, Gods of Egypt, Hillary's America: The Secret History of the Democratic Party et Independence Day: Resurgence
- 3 : Alice de l'autre côté du miroir et Boo! A Madea Halloween
- 2 : Suicide Squad, Ninja Turtles 2, Joyeuse fête des mères, Divergente 3 : Au-delà du mur et Cinquante nuances de black